# 1621
1621. је била проста година.

## Догађаји

### Септембар
- 2. септембар — 9. октобар — Битка код Хотина (1621)